# Roberto Aquiles Estévez
Roberto Aquiles Estévez (Buenos Aires, 22 de marzo de 1925 – 7 de diciembre de 2000) fue un médico oncólogo argentino. Fue quien inauguró los estudios oncológicos en el mundo latino. Su obra “Quimioterapia Antiblástica” es reconocida como el primer libro del mundo en lengua latina referido a la oncología clínica por el que recibió en 1958 el premio Asociación Argentina del Cáncer.

## Historia
Con sus investigaciones sobre el comportamiento de los tumores sólidos humanos y la reacción de estos a diversos agentes químicos inauguró los estudios oncológicos en el mundo latino. Su obra “Quimioterapia Antiblástica” es reconocida como el primer libro del mundo en lengua latina referido a la oncología clínica (por el que recibió en 1958 el premio Asociación Argentina del Cáncer.). Es el responsable directo de la iniciación de la enseñanza de la Oncología Clínica como disciplina de postgrado en Argentina, Bolivia, Brasil, Chile, Paraguay, Perú y Uruguay, y sus discípulos se desempeñaron en toda América del Sur, América Central, América del Norte y Europa Occidental, con particular presencia en Francia, donde se conserva un ejemplar de su libro en la vitrina de los libros históricos de la medicina del Instituto Gustave-Roussy (IGR) de París.
Se recibió de médico con Clínica Médica, como su última materia y en el ejemplar de estudio “Síndromes Clínicos” de Tiburcio Molina escribió ese día: "Hoy 6 de marzo de 1951 me he recibido de Médico. ¿Qué me depara el destino? ¿Profesorado, Experimentación Clínica, Cirugía? No lo sé a ciencia cierta, pero en lo que haga, emplearé el mayor esfuerzo, siendo antes que nada y por sobre todo hombre y después médico, en el sentido más íntegro, exaltado y combativo" Su vida fue la realización de esos ideales.
En 1951 se recibió de Médico en la Universidad de Buenos Aires junto con Ofelia Trimboli, con quien se casó en 1952.
Comenzó los primeros trabajos experimentales en San Rafael, Mendoza, en un pequeño laboratorio, probando potenciales drogas antitumorales en cultivos de tejidos y se interesó en nuevas drogas que se desarrollaron luego de la Segunda Guerra Mundial, que tenían la capacidad de destruir células malignas y reducir los tumores. Efectuó contactos con investigadores de Francia, Rusia, Alemania y Estados Unidos y realizó los primeros trabajos científicos sobre la quimioterapia del cáncer.
En San Rafael escribió, junto a su esposa, la primera investigación sobre quimioterapia desarrollada en nuestro país: "Quimioterapia Antiblástica". La misma fue publicada en 1960, y fue distinguida con el premio Asociación Argentina del Cáncer por ser considerado como el mejor trabajo inédito realizado en el país sobre clínica e investigación del cáncer.
En 1962 regresó a Buenos Aires y organizó el Departamento de Oncología Médica en el Hospital Militar Central, el primero de su tipo en América fuera de los Estados Unidos, en el que formó generaciones de especialistas. Sus primeros discípulos fueron Reinaldo Chacón, Guillermo González y Carlos Guzmán Machado, seguidos de un número creciente de jóvenes interesados en la Oncología Clínica. Dos años después fundó la Sociedad Argentina de Quimioterapia Antineoplásica (27 de noviembre de 1967) que hoy reúne, con el nombre de Asociación Argentina de Oncología Clínica, a los más de 500 especialistas de nuestro país. El doctor Estévez formó personalmente a más de 250 especialistas, más la mitad de los existentes en Argentina al momento de su muerte. La Sociedad Argentina de Quimioterapia Antineoplásica, fue fundada en el contexto del Primer Congreso Sudamericano de Quimioterapia Antineoplásica. La institución que desde 1979 se denomina Asociación Argentina de Oncología Clínicas (A.A.O.C.).
Desde 1968 hasta su muerte fue editor de la Revista latinoamericana de oncología clínica de la Sociedad Argentina de Oncología Clínica y la Sociedad Latino Americana de Quimioterapia Antineoplásica.
En 1972 creó la carrera de especialistas en Oncología Clínica en la Universidad del Salvador. En 1974 integró el Comité Científico del Congreso Mundial de Cáncer, realizado en Florencia. En 1978 presidió el Comité Científico del Congreso Mundial de Cáncer, realizado en Argentina. Fue consultor de la OMS y Vicepresidente de la Unión Internacional Contra el Cáncer con sede en Ginebra.
Estévez tenía una capacidad docente destacable; era muy claro en sus exposiciones y siendo ambidiestro escribía y dibujaba en el pizarrón con una tiza en cada mano. Uno de sus muchos discípulos lo recuerda de esta manera: "Era un hombre absolutamente modesto en su expresión, con una sencillez particular. Era un hombre bondadoso, que mostraba una profunda sensibilidad y respeto hacia sus enfermos y la gente que lo rodeaba. .... Este hombre formó una pléyade de discípulos que son los que cubren prácticamente todos los ámbitos del país en la oncología... Sin embargo, este hombre en 1972 debió irse del Hospital Militar y de las Fuerzas Armadas porque alguien se le cruzó en el camino, y por defensa de su dignidad, se vio en la obligación de pedir el retiro...".
En 1978 revisó la totalidad de sus estudios y en cooperación con el Dr. Reinaldo Daniel Chacón publicó en la Universidad del Salvador el libro “Oncología Clínica”, que pasó a convertirse en el manual de la casi totalidad de las cátedras de oncología del mundo hispano.
Fundó, en 1981, el Instituto Dr. Estévez, establecimiento privado de investigación, docencia y tratamiento del cáncer, del que fue su primer director. En el año 1989 dio por concluida su etapa de atención profesional iniciando su retiro y tanto la Dirección como la propiedad del Instituto Dr. Estévez pasó a la responsabilidad de sus discípulos. Presidió, además, la Fundación Dr. Estévez, para el progreso de la cancerología en la Argentina. Fue profesor consulto de Oncología Clínica de la Universidad del Salvador, de la Pontificia Universidad Católica Argentina y miembro de diversas instituciones científicas americanas y europeas, donde fue reconocido como Maestro de la Oncología Clínica.
El 22 de diciembre de 1991 participó de la fundación del Colegio Santo Domingo en la Sierra, en la ciudad de Tandil , desde entonces fue miembro del Board of Trustes del mismo, siendo el 8 de agosto de 2000 asociado fundador de la Asociación Civil Santo Domingo de Guzmán, de la cual participó hasta su fallecimiento el 7 de diciembre de 2000. La sala de Oncología del Hospital Municipal de la ciudad de Tandil recuerda su nombre desde el año 2003. Luego de su fallecimiento su nombre ha sido otorgado a cátedras, aulas y centros de estudios. Todavía la Asociación Argentina de Oncología Clínica termina el relato de su historia con el siguiente párrafo: “En esta reseña con la que queremos llegar a ustedes para compartir nuestra historia, se destaca una figura que iluminó el camino: el Dr. Roberto Estévez, padre de la Oncología Clínica, a quien todos llamábamos cariñosamente “el doc”. Su sabiduría, enseñanzas, conocimientos que supo transmitir, devoción por la especialidad y, en definitiva, su hombría de bien, hicieron que permanezca para siempre en nuestros corazones, pese a que desde diciembre de 2000 ya no se encuentra físicamente entre nosotros.”